# Vela Blagoeva
Vela Blagoeva (en búlgaro: Вела Благоева) (1859-1921) fue una escritora, periodista y maestra búlgara, y fue una de las fundadoras del movimiento de mujeres en Bulgaria. Luego de completar su educación básica en el Imperio Otomano, se dedicó a la enseñanza hasta que obtuvo una beca para continuar sus estudios en Rusia. Mientras cursaba la escuela normal y asistía a clases de pedagogía en Rusia, se convirtió en socialista. Al regresar a Bulgaria, volvió a trabajar en enseñanza y escribió editoriales para varias publicaciones. En 1901 se unió a un grupo de feministas para fundar la Unión de Mujeres de Bulgaria. Dos años más tarde, constituyó la primera organización de mujeres socialistas en Bulgaria.

## Biografía
Victoria Atanasova Zhivkova nació el 29 de septiembre de 1859 en Tarnovo, en la Bulgaria otomana. Sus padres fueron Neda Spiridonova y Atanas Zhivkov. Fue la menor de cinco hijos, incluyendo sus hermanas, Mariola y Rose, y sus hermanos, Georgi Zhivkov quien fue un político que dirigió en tres oportunidades la Asamblea Nacional de Bulgaria, y Nikola Zhivkov, fundador del primer jardín de niños en Bulgaria y poeta, escribió la letra del himno nacional Shumi Maritsa. Su padre murió cuando aún era pequeña y sus hermanos mayores debieron tomar la responsabilidad de mantener la familia. Terminó la escuela para niña en Tarnovo y asistió a la escuela secundaria en Gabrovo, graduándose en la Escuela para Señoritas de Gabrovo en 1871. Se convirtió en maestra y enseñó en Berkovitsa, Estambul, Tarnovo y Varna. En 1874, Zhivkova y su hermano Nikola aprovecharon sus vacaciones de verano para juntar dinero para construir una escuela para niñas y una iglesia en Varna. Durante la guerra ruso-turca sirvió como enfermera en Svishtov. Cuando la guerra terminó en 1878, Zhivkova obtuvo una beca del Comité de Solidaridad Eslavo de San Petersburgo y asistió a clases de pedagogía en la escuela secundaria de señoritas Mariinsky en 1881. Regresó a Bulgaria para enseñar en Edirne y más tarde en Bitolia. Regresó a Rusia entre 1882 y 1884, asistió en San Petersburgo a los Cursos Bestuzhev para graduarse en pedagogía. Mientras estaba en Rusia, recibió la influencia de las protestas estudiantiles contra la autocracia zarista, y conoció en la Universidad de San Petersburgo a un estudiante llamado Dimitar Blagoev, con quien se casó.

## Carrera
Blagoeva regresó a Sofia en 1884 y comenzó a enseñar en la Escuela de Niñas Ejemplares. En julio de 1885, fundó junto a Dimitar la primera publicación socialista de Bulgaria, Tendencias Modernas (en búlgaro: Съвременний показател) que editaron de manera conjunta. Escribió artículos acerca de la discriminación contra los maestros, igualdad, y educación de las mujeres. Durante la guerra serbo-búlgara se ofreció como voluntaria para servir como enfermera en Slivnitsa y en Pirot. Debido a su abierto apoyo al socialismo, Blagoevna fue transferida o incluso separada de sus cargos como profesora. Entre 1884 y 1912, enseñó en escuelas de Sofía (1884–1885), Shumen (1886–1887), Vidin (1897–1890), Veliko Tarnovo (1890–1892), Stara Zagora (1892–1893), Plovdiv (1893–1896), Tulcha (1901–1902), Plovdiv (1902–1903), Sofia (1905–1907) y Marashki Trustenik (1907–1912). En 1912 tuvo problemas de salud y aunque se retiró de la docencia, siguió con otras actividades.
En 1894, Blagoeva comenzó la revista Caso (en búlgaro: Дело) que fue creada con el propósito de promover obras de literatura socialista de autores búlgaros. Allí aparecieron poemas de Kiril Hristov, Dimitar Polyanov (1876-1953) e Ivan St. Andreychin (1872-1934), y prosas de Anton Strashimirov. Publicó la revista hasta 1896, cuando se vio obligada a suspender la publicación debido a las actividades de su esposo. En 1901, fue cofundadora de la primera organización nacional de mujeres, la Unión de Mujeres de Bulgaria (en búlgaro: Български женски съюз) (BZhS) junto con Dimitrana Ivanova, Ekaterina Karavelova, Anna Karima, Kina Konova, Julia Malinova, y otras. Dos años más tarde Blagoeva lideró la facción que rompió con la BZhS por diferencias ideológicas. Ella sostenía que la BzhS se estaba enfocando demasiado en los problemas de las mujeres de clase alta en lugar de ocuparse de las necesidades de las trabajadoras. Fundó una revista llamada “Trabajo de las Mujeres” (en búlgaro: Дамски труда) donde abogó por los derechos de las mujeres.
En 1905, Blagoeva fundó el primer grupo educativo para mujeres trabajadoras, en el marco de un mensaje socialista, y para agosto de ese año organizó una conferencia para mujeres socialistas en Sofía. estas acciones acarrearon muchas críticas, incluyendo las de su esposo, basadas en la idea de que las mujeres debían ser parte del movimiento de trabajadores. Mientras resistía los intentos de unir a las mujeres bajo el paraguas de una única organización, Blagoeva sostenía frente a sus colegas varones que las mujeres tenían derecho a tomar sus propias decisiones. Mientras que todos sus textos eran dedicados al socialismo, escribió acerca de la emancipación de la mujer de las constricciones sociales del patriarcado y la subordinación, y reclamaba la independencia de la mujer, educación igualitaria, trabajo pago, y la abolición de la penalización de la prostitución. Publicó en muchos periódicos y revistas, incluyendo Bulgarian collection (en búlgaro: Colección de Bulgaria), Día (en búlgaro: Den), Revisión democrática (en búlgaro: Democraticheski pregled), Luciérnaga (en búlgaro: Svetulka), Jurisprudencia (en búlgaro: Pravo delo), Nuevos Tiempos (en búlgaro: Novo vreme), Risa roja (en búlgaro: Cherven smjah), Revisión escolar (en búlgaro: Uchilishten pregled) y Maestro (en búlgaro: Uchitel), y editó Caso (en búlgaro: Delo), y Boletín de las Mujeres (en búlgaro: Zhenski Bjuletin). A menudo sus ganancias eran el único ingreso de la familia, debido a que su marido no podía conseguir empleo debido a su disidencia del gobierno.

## Vida privada
Blagoeva y Dimitar tuvieron cuatro hijos: Stela (1887-1954) Natalia (1889-1943), Vladimir (1893-1925) y Dimitur (1895-1918). Dimitur murió durante la Segunda Guerra Mundial. Blagoeva murió en Sofía el 21 de julio de 1921. Una escuela en su ciudad natal lleva su nombre en como homenaje.

## Obras seleccionadas
- Методика на българския език за народните елементарни и трикласни училища [Metodología para el lenguaje folklórico de Bulgaria para escuelas elementales] (en búlgaro). 1892.[5]
- Царица Теодора. Скица из българския живот от XIV век [Reina Theodora. Sketch de la vida en Bulgaria en el siglo XIV] (en búlgaro). 1894.[5]
- Процес [Proceso] (en búlgaro). Plovdiv, Bulgaria: Ignatov. 1898. OCLC 252240435.
- След бурята [Después de la tormenta] (en búlgaro). 1904.[5]
- Две повести из народния живот на българите [Dos novelas acerca de la vida popular de los búlgaros] (en búlgaro). Plovdiv, Bulgaria: Chrělkov. 1904. OCLC 252240846.

### Citas
1. 1 2 3 4 5  Daskalova, 2006, p. 62.
2. 1 2 3 4 5 6 7  Герчева, 2011.
3. ↑  Nenieto, 2015.
4. ↑  Борба, 2013.
5. 1 2 3 4  Недева, 2013.
6. 1 2 3 4  Daskalova, 2006, p. 63.
7. ↑  Plovdivska Gimnaziia, 2009.
8. ↑  Bulgarian Association of University Women, 2010.
9. ↑  Daskalova, 2006, p. 64.
10. 1 2  Daskalova, 2006, p. 65.
11. ↑  Veliko Tarnovo municipality, 2016.